# Марцін Ернст
Марцін Ернст (4 березня 1869, Варшава — 4 червня 1930, Львів) — польський астроном, директор Астрономічної обсерваторії Львівського університету в 1907—1930 рр.

## Біографія
Закінчив середню школу у Варшаві. Навчався у Берліні та Відні. Докторську ступінь він здобув у 1896 р. в Берлінському університеті, написавши статтю «Про хід сонячного затемнення у верхніх шарах атмосфери». У 1900 році він обійняв посаду асистента обсерваторії Політехнічного університету у Львові. З 1900 р. доцент, з 1905 надзвичайний, а з 1912 року — звичайни професор (астрономії) Львівського університету. В Львівському університеті був першим завідувачем кафедри астрономії. В 1907 році очолив відновлену Астрономічну обсерваторію Львівського університету, займав цю посаду до своєї смерті. Він започаткував регулярні астрономічні спостереження для визначення часу і координат спостереження планет, комет, змінних зір, метеоритів. Спостерігав проходження Меркурія по диску Сонця в 1924 році, сонячні затемнення. Автор численних праць у галузі астрономії нерухомих зірок, природи планет тощо (всього близько 60 праць). Він написав підручник з космографії для середніх шкіл та опублікував багато статей в професійних журналах. Багаторічний віце-президент Польського астрономічного товариства, член Наукового товариства у Львові. Помер в 1930 р. у Львові, похований на Личаківському кладовищі.